# Број звери
Број Звери (грч. Ἀριθμὸς τοῦ θηρίου, Arithmos tou Thēriou) је термин који се помиње у Књизи Откривења Новог завета и односи се на Звер откривења у 13. глави. У већини списа Новог завета и Библијама на енглеском језику, за број Звери узима се 666. Папирус 115 (који је најочуванији спис Откривења почевши од 2017. године), а и други антички извори као што је Палимпсест Јефрема, налажу да број Звери није 666, већ 616 (χιϛ).

## Откривење 13:18

### 666
Број Звери се описује у Откривењу 13:15—18. Тумачено је неколико превода да би се открило значење реченице: „Овде је мудрост. Ко има ум нека израчуна број Звери”, у којој је посебно интересантна грчка реч ψηφισάτω (psephisato). Могућа значења те речи су „бројати”, „израчунати”, али и „гласати” или „одлучити”.

У Општеприхваћеном тексту, који је изведен из Већинског текста, број 666 представљен је грчким бројевима χξϛ, у којој грчко слово стигма (ϛ) има бројну вредност 6:
17καὶ ἵνα μή τις δύνηται ἀγοράσαι ἢ πωλῆσαι εἰ μὴ ὁ ἔχων τὸ χάραγμα, τὸ ὄνομα τοῦ θηρίου ἢ τὸν ἀριθμὸν τοῦ ὀνόματος αὐτοῦ. 18Ὧδε ἡ σοφία ἐστίν· ὁ ἔχων τὸν νοῦν ψηφισάτω τὸν ἀριθμὸν τοῦ θηρίου· ἀριθμὸς γὰρ ἀνθρώπου ἐστί· καὶ ὁ ἀριθμὸς αὐτοῦ χξϛʹ.
У Новом завету на грчком језику, број је представљен последњим речима у тексту, ἑξακόσιοι ἑξήκοντα ἕξ, hexakósioi hexēkonta héx, што у преводу значи „шесто шездесет и шест”:
17καὶ ἵνα μή τις δύνηται ἀγοράσαι ἢ πωλῆσαι εἰ μὴ ὁ ἔχων τὸ χάραγμα, τὸ ὄνομα τοῦ θηρίου ἢ τὸν ἀριθμὸν τοῦ ὀνόματος αὐτοῦ. 18ὧδε ἡ σοφία ἐστίν· ὁ ἔχων νοῦν ψηφισάτω τὸν ἀριθμὸν τοῦ θηρίου, ἀριθμὸς γὰρ ἀνθρώπου ἐστίν· καὶ ὁ ἀριθμὸς αὐτοῦ ἑξακόσιοι ἑξήκοντα ἕξ.

### 616
Без обзира што је Иринеј Лионски (у 2. веку п. н. е) потврдио да је број дефинитивно 666 и указао на бројне грешке у преписивању исте те цифре, теолози сумњају у традиционална схватања да је она број Звери због појаве броја 616 у Палимпсесту Јефрема (такође означаван као С, који уједно представља један од четири најважнија унцијална кодекса), као и у његовом латинском и јерменском преводу.
Године 2005, фрагмент Папируса 115, који је узет са локалитета Оксиринхус, пронађен је у Ешмолијен музеју. У њему је написано да је број звери 616 (χιϛʹ). Овај фрагмент представља најстарији спис (око 1700 година) Откривења 13 до данас. Палимпсест Јефрема, који је пронађен пре Папируса 115 али датован у каснији период, такође пише о броју 616.
Папирус 115 и Палимпсест су довели ауторе до закључка да је 616 оригинални број Звери. Према Полу Луису, „Број 666 заменио је 616 или због аналогије са бројем 888, који је [грчки] број Исуса, или зато што је троугаони број, јер је збир првих 36 бројева (1+2+3+4+5+6+...+36 = 666).”

## Интерпретације
Интерпретација идентитета и броја Звери обично потпада у три категорије:
1. Коришћење гематрије да би се израчунао број светског вође, који се потом уклапа са бројем Звери.
2. Асоцирање броја Звери са дужином његове владавине.
3. Тражење одговарајућих карактеристика Антихриста и његове моћи.

### Идентификација путем гематрије
У грчкој изозефији и хебрејској гематрији, свако слово везано је за одређен број. Сабирање ових бројева даје одговарајућу вредност некој речи или имену. Коришћење изозефије да би се израчунао број Звери користи се у многим интерпретацијама.

#### Нерон
Претеристички теолози подржавају теорију да број 666 одговара имену и титули Нерона Цезара (54-68. н.е.). Када би се написало на арамејском језику, збир одговарајућих бројева био би 666 путем гематрије, што се примењивало против цара. Такође, „Нерон Цезар” се на хебрејском пише נרון קסר‎ NRON QSR, а слова одговарају бројевима 50 200 6 50 100 60 200, чији је збир такође 666.
Грчки термин χάραγμα (charagma, „жиг” у Откривењу 13:16) се највише користио на документима и кованицама. Сасвим је сигурно да је представљао печат Римског царства, јер је присутан на званичним документима 1. и 2. века. Током владавине цара Трајана Деција, они који нису поседовали сертификат жртве (libellus) нису се могли бавити трговином, што представља забрану која је ступила на снагу још за време Нерона, и која подсећа на речи Откривења 13:17.
Претеристи налажу да је Откривење написано пре уништења Јерусалимског храма. Већина аутора се, међутим, слаже да је написано након што је Нерон извршио самоубиство 68. н.е.
Протестантски аутори су такође једносложни. Неки од њих верују да Откривење 13 говори о пророчанству, „И поклонише јој се сви који живе на земљи, којима имена нису записана у животној књизи Јагњета, које је заклано од постања света.” (Откривење 13:8).
Постојала је претпоставка да нумеричка вредност Нероновог имена заправо припада цару Домицијану, чији је начин владавине био сличан Нероновом и који је народима Азијане наметнуо велике порезе. Постојала је познала легенда да ће Нерон оживети; „Након Нероновог самоубиства 68. н.е., било је присутно веровање, поготово у источним провинцијама, да цар није мртав и да ће се некако вратити.” Светоније је напоменуо како су астролози при двору предвидели Неронов пад, али и селидбу његове моћи на исток.
Арамејски свитак из Вади Мурабата, датован на „другу годину Неронове владавине”, помиње га по имену и титули. На хебрејском, оно гласи Nron Qsr (изговара се као „Нерон Каизар”), док на латинском гласи Nro Qsr (изговара се као „Неро Каизар”).

#### Nron Qsr
Грчка верзија имена и титуле, приликом транслитерације на хебрејски језик, добија бројчану вредност 666, и то на следећи начин:
| Resh (ר) | Samekh (ס) | Qoph (ק) | Nun (נ) | Vav (ו) | Resh (ר) | Nun (נ) | Збир |
| -------- | ---------- | -------- | ------- | ------- | -------- | ------- | ---- |
| 200      | 60         | 100      | 50      | 6       | 200      | 50      | 666  |

#### Nro Qsr
У латинској верзији имена не постоји друго слово Nun (נ), тако да се приликом транслитерације на хебрејски језик добија 616:
| Resh (ר) | Samekh (ס) | Qoph (ק) | Vav (ו) | Resh (ר) | Nun (נ) | Sum |
| -------- | ---------- | -------- | ------- | -------- | ------- | --- |
| 200      | 60         | 100      | 6       | 200      | 50      | 616 |

#### Мухамед
Гематрија се такође користила за реч Maometis (грч. Μαομέτις), за коју се верује да је латински облик грчког превода имена Мухамед. Кенет Сетон писао је да је Мухамед често био средиште легенди које су свештеници проповедали као чињенице. Примера ради, да би се Мухамед доказао као Антихрист, говорило се како није умро 632., већ 666. Самој речи Maometis одговара број 666:
| Μ  | α | ο  | μ  | ε | τ   | ι  | ς   | Sum |
| 40 | 1 | 70 | 40 | 5 | 300 | 10 | 200 | 666 |

У књизи „Бројеви и имена апокалиптичних звери” (1923), Дејвид Том се не слаже да је Maometis валидан превод, и пише да „од седам различитих верзија имена Мухамед које су коришћене од стране Јевтимија и других византијских историчара, ниједна није Maometis”. Тих седам варијација, међутим, не одговарају броју 666 по грчкој гематрији.

### Жиг звери

#### Претеристичко схватање
Уобичајено претеристичко схватање жига Звери односи се на приказе глава царева на кованицама Римског царства, без којих није било могуће продавати или куповати. Крег Хил је написао: „Највероватније је жиг симболизовао економску моћ Рима, чије су кованице садржале лик самог цара и приказивале његову божанску улогу. Временом је хришћанима постало тешко да функционишу у свету где је свакодневни живот захтевао учешће у обожавању.”
Слично гледиште дели Крег Кестер: „Када се обављала куповина, људи су користили кованице са ликовима римских царева и богова. На тај начин је свака купљена ствар подсећала становништво да је њихова економска стабилност производ политичке моћи која није узимала у обзир Бога.”

#### Идеалистичко схватање
Идеалистичка перспектива на број Звери одбија гематрију и замишља га као симбол, а не као шифру коју је потребно разбити. Идеалисти су веровали да се, зато што многа имена могу имати збир 666, као и чињеница да често захтевају превођење на други језик, никада не може доћи до споразума, пошто се бројеви у Откривењу користе фигуративно.

#### Футуристичко схватање
Футуристичко схватање жига Звери подразумева да је успон међународне валуте (као што је евро) највероватније почетак краја света. Такође подразумева да ће жиг Звери бити у облику симбола на челу или десној руци. Футуристи верују да Откривење углавном говори о Другом Христовом доласку и о сличним догађајима на крају времена. (1:7; 19:11–16; 22:11–12)

## Сујеверја
Године 1989, Ненси и Роналд Реган су, након селидбе у Лос Анђелес, променили адресу њихове куће уместо 666 St. Cloud Road у 668 St. Cloud Road.
Неке жене које су родиле своју децу 6. јуна 2006. године (6/6/06) биле су јако забринуте.
Године 2003, U.S. Route 666 у Новом Мексику промењен је у U.S. Route 491.